# Begović Kula
Begović Kula (Беговић Кула) è un centro abitato della Bosnia ed Erzegovina, compreso nel comune di Trebigne.